# 林泉镇
林泉镇，是中华人民共和国贵州省毕节市黔西市下辖的一个乡镇级行政单位。

## 行政区划
林泉镇下辖以下地区：
林泉社区、林泉村、松树村、海子村、山海村、清塘村、卫星村、西桥村、余姚村、新水村、合心村、清埔村、高锦村、增坪村、营脚村和周寨村。